# South Orange
Pour les articles homonymes, voir South Orange.
South Orange est un township situé dans le comté d'Essex dans l'État du New Jersey, aux États-Unis.

## Sport
La ville possède son propre stade, le Owen T. Carroll Field, appartenant à l'Université Seton Hall, et qui accueille les équipes de baseball et de soccer des Pirates de Seton Hall.